# Laurent Genefort

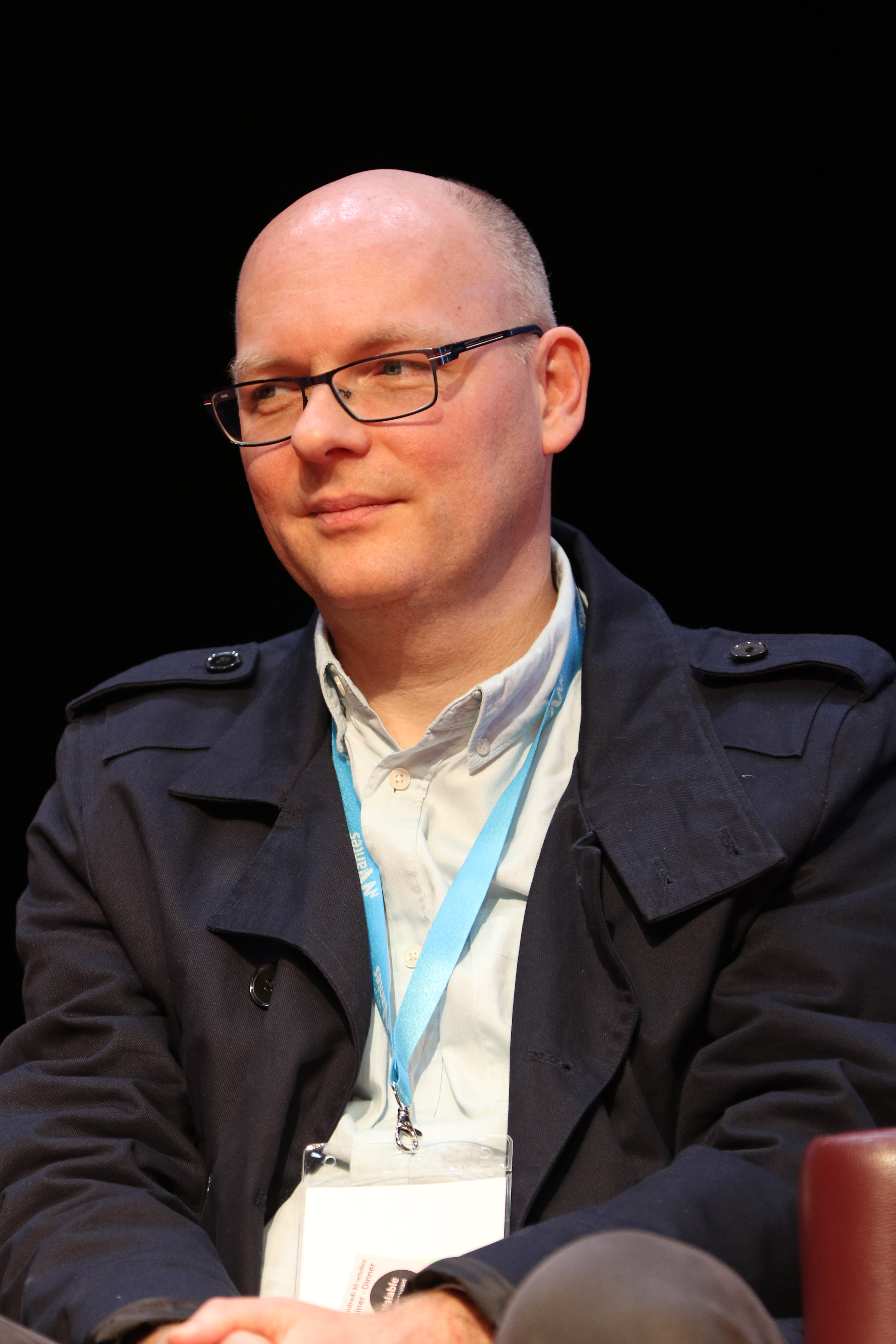
Laurent Genefort (2015)

Laurent Genefort (geboren am 18. Februar 1968 in Montreuil, Département Seine-Saint-Denis) ist ein französischer Autor von Science-Fiction und Fantasy.
Bekannt ist er vor allem durch seinen Zyklus um den Planeten Omale und den 2015 erschienenen Roman Lum’en, der mit dem Grand Prix de l’Imaginaire, dem Prix Julia-Verlanger und dem Prix Rosny aîné drei der renommiertesten französischen SF-Preise gewann. Genefort gilt als ein Meister moderner Space Opera und Schöpfer überzeugender fiktiver Universen. Diese waren 1996 auch Gegenstand seiner Dissertation Architecture du livre-univers dans la science-fiction, die am Beispiel von fünf Romanen – neben Frank Herberts Dune auch der von Genefort besonders geschätzte Stefan Wul mit Noô – eine Theorie fiktiver Universen und Welten in der SF entwickelte.

## Auszeichnungen
- 1995: Grand Prix de l’Imaginaire für den Roman Arago
- 2011: Grand Prix de l’Imaginaire für die Erzählung Rempart
- 2012: Prix du Lundi für den Roman Points chauds
- 2013: Prix Rosny aîné für den Roman Points chauds
- 2015: Prix Julia-Verlanger für den Roman Lum’en
- 2016: Grand Prix de l’Imaginaire für den Roman  Lum’en und für die Erzählung Ethfrag
- 2016: Prix Rosny aîné für den Roman  Lum’en und für die Erzählung Ethfrag
- 2018: Prix Bob Morane, Spezialpreis zusammen mit Pierre Bordage und Laurent Whale für Crimes, Aliens et Châtiments (enthält Geneforts Jennifer a disparu)

## Bibliografie

### Serien
Die Serien sind nach dem Erscheinungsjahr des ersten Teils geordnet.
Les Chants de Felya
- 1 Le labyrinthe de chair (1995)
- 2 De chair et de fer (1995)
- 3 Lyane (1996)
- Les chants de Felya (2013, Sammelausgabe von 1–3)

L'opéra de l'espace
- 1 La compagnie des fous (1996)
- 2 Les voies du ciel (1996)
- Les opéras de l'espace (1999, Sammelausgabe von 1 und 2)

Wethrïn
Chroniques de Wethrïn
- 1 Le château cannibale (1998)
- 2 Le sablier de sang (1999)

Les ères de Wethrïn
- 1 Le nom maudit (2005)
- 2 La guerre de l'aube (2006)

Omale (Romane und Erzählungen)
- Un roseau contre le vent (2000, Kurzgeschichte)
- Omale (2001)
- Les conquérants d'Omale (2002)
- Arbitrage (2002, Kurzgeschichte)
- Aparanta (2006, Kurzgeschichte)
- Patchwork (2007, Kurzgeschichte)
- L'affaire du rochile (2008)
- La muraille sainte d'Omale (2012)
- La septième merveille d'Omale (2012, Kurzgeschichte)
- Les Omaliens (2012, Kurzgeschichte)
- Omale : l'aire humaine (2012, Sammelausgabe, 2 Bände)
- Les vaisseaux d'Omale : l'aire hodgqine (2014)
- Ethfrag (2015)

Une Aventure d'Alaet (Romanserie)
- 1 La Citadelle des dragons (2000)
- 2 Le Démon-miroir (2000)
- 3 Le Labyrinthe sans retour (2001)
- 4 La Frontière magique (2001)
- 5 Le Piège aux sorciers (2002)
- 6 La Caravane des ombres (2003)
- 7 Le Sablier maléfique (2003)
- 8 L'Odyssée des sirènes (2004)

Hordes
- 1 L'ascension du serpent (2007)
- 2 Le vol de l'aigle (2008)
- 3 Les crocs du tigre (2010)
- Hordes (2012, Sammelausgabe)

Spire (Romantrilogie)
- 1 Ce qui relie (2017)
- 2 Ce qui divise (2017)
- 3 Ce qui révèle (2018)

### Romane
- Le bagne des ténèbres (1988)
- Elaï (1992)
- Le monde blanc (1992)
- Les peaux-épaisses (1992)
- Haute-Enclave (1993)
- Rézo (1993)
- Arago (1993)
- Les chasseurs de sève (1994)
- La troisième lune (1994)
- L'homme qui n'existait plus (1995)
- Le continent déchiqueté (1997)
- Le sang des immortels (1997)
- Typhon (1997)
- Les croisés du vide (1998)
- Dans la gueule du dragon (1998)
- Les engloutis (1999)
- Une porte sur l'éther (2000)
- La mécanique du talion (2003)
- Mémoria (2008)
- Aliens mode d'emploi - Manuel de survie en situation de contact extraterrestre (2012)
- Points chauds (2012)
- Lum’en (2015)
- Jennifer a disparu (2016)
- Étoiles sans issue (2017)
- Colonies (2019)

### Kurzgeschichten
- Proche-horizon (1998)
- Huldor (1998)
- La fin de l'hiver (1998)
- Le véritable voyage de Barbicane (1999) also appeared as:
- Longue vie (1999)
- Novinia (1999)
- La bonne cause (2000)
- Accident prévisible (2005)
- Le lot nº 97 (2009)
- Rempart (2010)
- Les dieux bruyants (2012)
- Croisées (2012)
- Chaperon (2014)
- Carnaval: L'aire tripartite (2017)
- Conatus (2018)